# Chất độc quân sự
Chất độc quân sự là các chất độc có độc tính cao dùng trong quân sự để sát thương sinh lực hoặc làm nhiễm độc môi trường, trang bị và vật chất của đối phương; là cơ sở của vũ khí hóa học.
Các đặc tính của chất độc quân sự: độc tính cao, tác hại nhiều mặt, có khả năng lan tỏa, dễ thâm nhập qua các vật liệu bảo vệ, bền vững trước tác động của môi trường, khó tiêu tẩy.
Chất độc quân sự được quân Đức dùng lần đầu tiên vào năm 1915 tại Bỉ gây tử vong hàng nghìn người. Trong chiến tranh Việt Nam, quân Mỹ đã dùng hàng vạn tấn chất độc da cam gây tác hại lớn và hậu quả lâu dài cho cả con người lẫn môi trường, sinh vật.
Do các hậu quả nguy hiểm để lại của chất độc quân sự và vũ khí hóa học nên cộng đồng quốc tế đã có các nghị định thư Genève (1925), Công ước Vũ khí Hóa học (1993) cấm nghiên cứu, sản xuất, tàng trữ và sử dụng vũ khí hóa học đồng thời yêu cầu tiêu hủy chúng.

## Phân loại
1. Theo đối tượng tác dụng
  1. Chất độc thần kinh như: Vx, sarin, soman...
  2. Chất độc loét da: Khí mù tạt
  3. Chất độc toàn thân: acid hydrocyanic, cyano chloride.
  4. Chất độc ngạt thở: phosgene, diphosgene
  5. Chất độc tâm thần: BZ
  6. Chất độc tiêu diệt cây: chất độc da cam, chất độc trắng, chất độc xanh
2. Theo thời gian duy trì khả năng sát thương
  1. Chất độc bền vững: thời gian tác dụng từ vài giờ đến vài ngày
  2. Chất độc không bền: thời gian tác dụng từ vài phút đến vài chục phút.
3. Theo thời gian lưu lại khu vực bị nhiễm
  1. Chất độc mau tan
  2. Chất độc lâu tan
4. Theo trạng thái
  1. Chất độc thể rắn
  2. Chất độc thể lỏng
  3. Chất độc thể khí
5. Theo hiệu quả tác dụng
  1. Chất độc gây tử vong
  2. Chất độc tạm thời làm mất sức chiến đấu